# Autopista Durango-Mazatlán
La autopista Durango - Mazatlán es una autopista que une las ciudades de Durango y Mazatlán atravesando la Sierra Madre Occidental.

## Características principales
- 230 km de longitud.[2]
- 60 túneles.[2]

Carretera Federal 40D

9 Túneles inteligentes con longitud superior a los 400 m y equipados con Sistemas Inteligentes de Transporte (ITS) distribuidos en 6 esquemas
- Sistema de Iluminación
- Sistema de Vigilancia Digital
- Sistema de Ventilación
- Sistema de Extinción de Incendios
- Sistema de Información a Usuarios
- Sistema de Energía

Los túneles inteligentes del tramo son
- Piedra Colorada, longitud de 486 m
- Tortuga, longitud 829 m
- Picachos I, 428 m
- Papayitos III, 816 m
- Baluarte, 575 m
- El Varal, 778 m
- El Carrizo II, 438 m
- El Carrizo III, 424 m
- Túnel El Sinaloense, 2,789 m

51 Túneles convencionales
- 115 puentes entre ellos el Puente Baluarte.[2]
- Ancho de vía para dos carriles de circulación con secciones de cuatro carriles.[2]
- Costo inicial previsto para la obra de 8,218.5 millones de pesos,[2] con un estimado final de 28,600 millones de pesos.[3][4]
- Generación de 4,500 empleos directos y 10,000 indirectos.[3][4]
- Tramo de 7.7 km de 4 carriles (incluyendo puente baluarte)

## Tramos principales

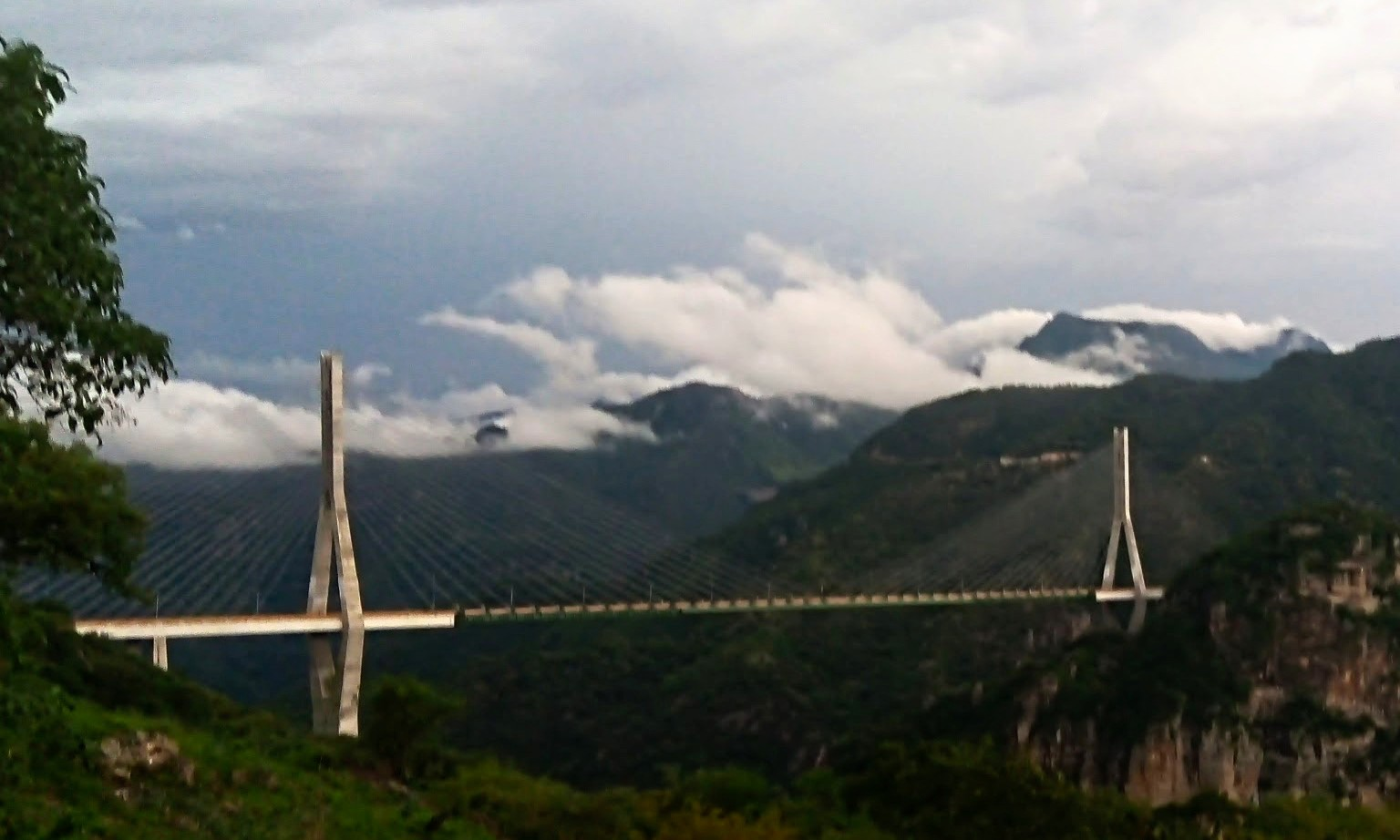
Puente Baluarte

- Puente BaluarteTúnel "El Sinaloense" con 2,789 metros.

- Puente Baluarte con un claro central de 520 metros y una longitud total de 1,124 metros.
- Puente Neverias.
- Túnel Chirimollos

## Tiempo
- Reducción de 6 a 8 horas a 3 horas.